# KMT (歌曲)
〈KMT〉（Kiss My Teeth的縮寫）是加拿大饒舌歌手德雷克2017年專輯《More Life》的曲目，由英国饒舌歌手吉格斯客串演出，德雷克、吉格斯、库尔特内·克莱伯恩、卡梅伦·谢赫負責詞曲，内斯、谢夫·帕斯奎尔製作。
本曲在英國取得了重大商業成功，最高登臨英國單曲排行榜第9位，獲2017年GRM Daily評分獎最佳曲目提名，還獲得了英国唱片业协会的金認證。

## 簡介

### 爭議

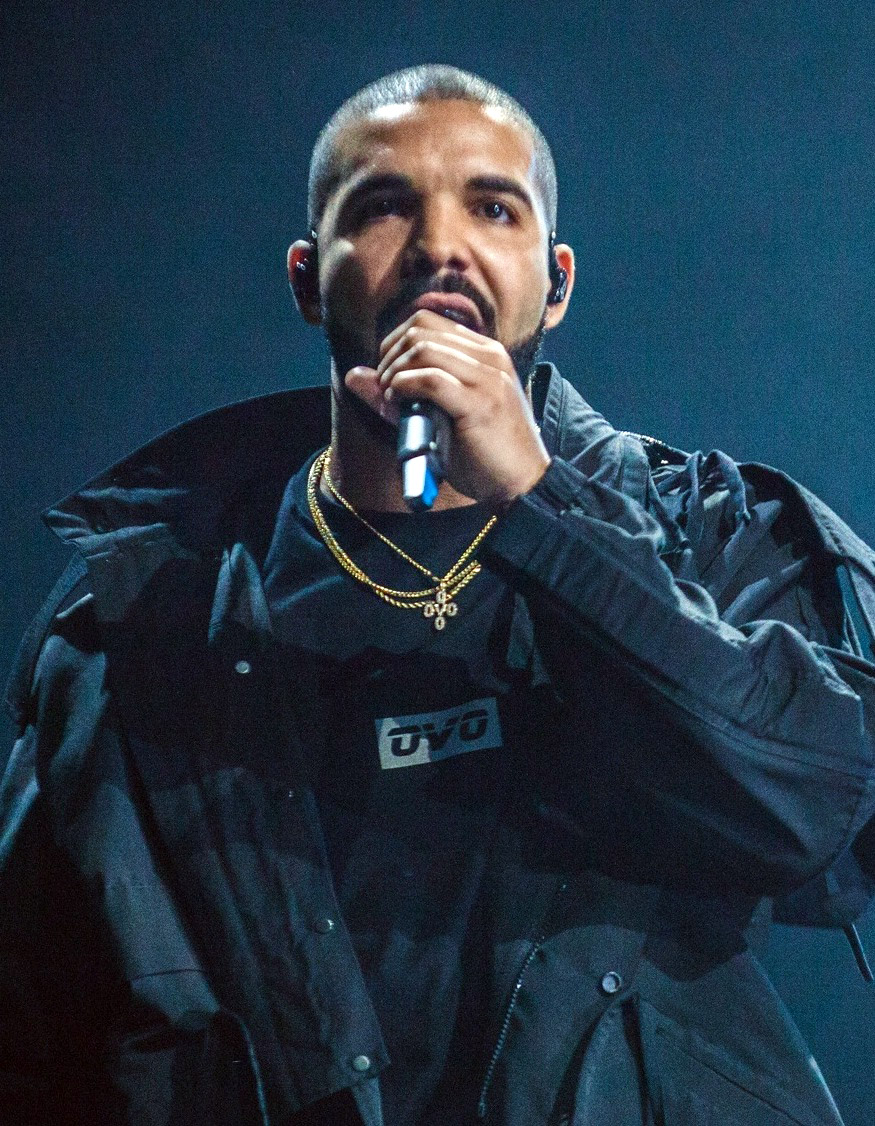
〈KMT〉主唱德雷克

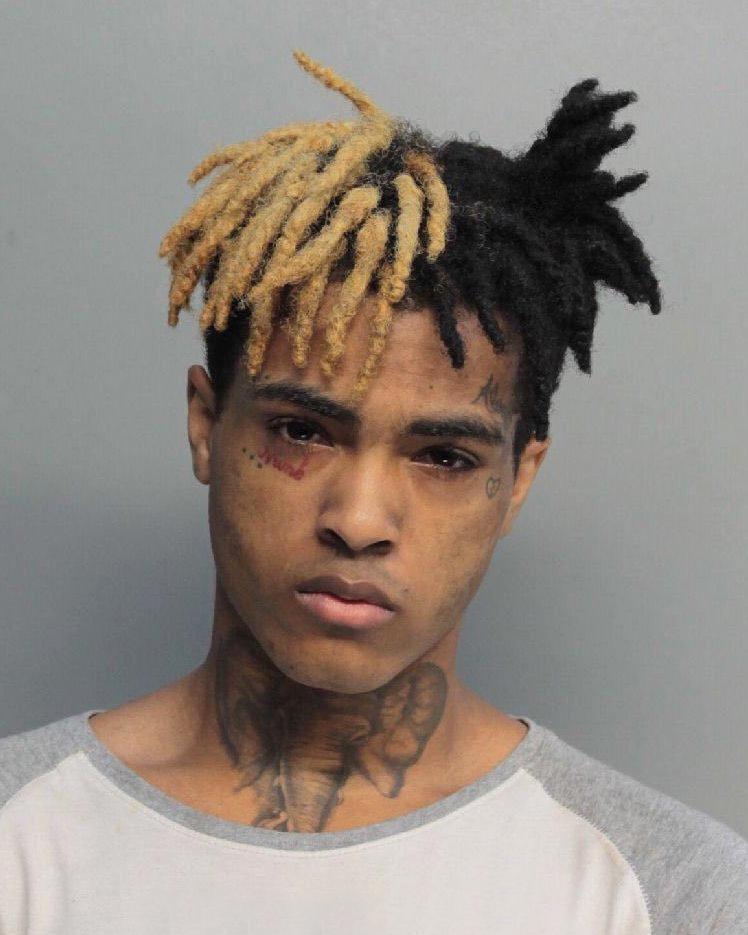
網友將〈KMT〉與XXXTentacion（圖）的〈Look at Me〉對比

本曲於2017年1月28日在荷兰阿姆斯特丹音樂會預演。由於節奏韻律相似，網友將本曲與美國饒舌歌手XXXTentacion歌曲〈Look at Me〉對比，引發廣泛爭議。這些事件發生時，XXXTentacion因非法入室而遭監禁。
在獲緩刑後，XXXTentacion於2017年3月26日獲釋。在接受迈阿密廣播電臺103.5 The Beat採訪之前，他以直播應用Periscope與粉絲交談。受訪時，XXXTentacion稱德雷克聯繫了他曾聯繫的DJ。DJ說德雷克應聯繫XXXTentacion的經紀人，但德雷克並沒有。XXXTentacion還稱，在這些交流後不久，他的朋友在監禁期間聯繫他，並向他展示了〈KMT〉的現場表演，以及粉絲對節奏韻律的對比。XXXTentacion後來與粉絲一起指控德雷克剽竊自己〈Look at Me〉的風格。
德雷克後來在接受DJ Semtex採訪時談到爭議，稱與吉格斯同演後幾天，在Instagram看到指控其剽竊XXXTentacion音樂的評論。德雷克堅稱在爭議發生之前從未聽說過XXXTentacion及〈Look at Me〉，並解釋說搜尋了所提及曲目，以發現人們是從哪裏比較的。

### 樣本
本曲有兩個記入樣本。其中一個樣本〈His World〉由大谷智哉作曲，斑马头樂團的阿里·塔巴塔巴伊和马蒂·刘易斯演奏。〈His World〉以2006年電子遊戲《音速小子》主題曲而聞名。在Twitter問及樣本時，大谷智哉表示驚訝，並爲歌曲抽樣而感到榮幸。
另一樣本取自英語饒舌歌手與專輯合作夥伴Skepta的〈Shutdown〉現場版。

### 反響
《Vice》雜誌採訪了美國聽眾，以了解他們對吉格斯與本曲適性的看法。受訪者表示，英國與北美說唱歌手的區別是前者更注重歌詞，而後者更注重節奏韻律。多名受訪者表示，吉格斯與詞曲不甚相合。
《Vice》在另一篇文章稱德雷克成名後必須遵循美國標準，直到最近他才能夠將多倫多文化融入音樂。《GQ》進一步認爲專輯品牌定位爲播放列表的原因可能是德雷克想要製作由他所最喜歡國際藝術家組成的項目，德雷克在〈KMT〉的角色是介紹這首歌，然後讓吉格斯自己創作。

## 榜單成績

### 北美
本曲於2017年4月8日位列《告示牌》Canadian Hot 100第25位，直至2017年5月6日一直在榜。進入美國Billboard Hot 100，持續兩週在榜，最高於2017年4月8日登臨第48位。

### 歐洲
本曲於2017年3月24日位列英國單曲排行榜第9位，成爲德雷克專輯《More Life》排位第二高的曲目，僅次於最高第3位的〈Passionfruit〉。成爲吉格斯首個英國單曲排行榜前十曲目。本曲也進入英國節奏藍調排行榜，持續21週在榜，最高達第2位。

## 榜單
| 榜單（2017年）                          | 最高位 |
| --------------------------------------- | ------ |
| 加拿大（Canadian Hot 100）              | 25     |
| 法国（法國唱片出版業公會單曲榜）        | 183    |
| 愛爾蘭（愛爾蘭唱片音樂協會）            | 44     |
| 葡萄牙（葡萄牙唱片業協會单曲榜）        | 94     |
| 蘇格蘭（官方榜单公司單曲榜）            | 70     |
| 瑞典（瑞典每周热歌榜）                  | 7      |
| 英國（官方榜单公司單曲榜）              | 9      |
| 英國（官方榜单公司節奏藍調榜）          | 2      |
| 美国（《告示牌》百大單曲榜）            | 48     |
| 美國（《告示牌》Hot R&B/Hip-Hop Songs） | 26     |

## 銷量認證
| 地區                   | 认证 | 认证单位/销量 |
| ---------------------- | ---- | ------------- |
| 英国（英国唱片业协会） | 白金 | 600,000‡      |
| ‡僅含認證的+實際銷量   |      |               |